# جان اوهارا
جان اوهارا (انگلیسی: John O'Hara; ۳۱ ژانویهٔ ۱۹۰۵ – ۱۱ آوریل ۱۹۷۰) یک نویسندهٔ آمریکایی بود که شهرت ادبی اولیهٔ خود را به خاطر داستان‌های کوتاهش به دست آورد و قبل از ۳۰ سالگی با نوشتن رمان‌های «وقت ملاقات در سامرا» و «بوترفیلد ۸» به یک رمان‌نویس مشهور تبدیل شد. کارهای او به دلیل واقع‌گرایی غیرقابل توصیفش؛ به انگلیسی: (ٰunvarnished realism) در میان کارهای معاصران خودش برجسته است.

## زندگی‌نامه
اوهارا در پوتسویل پنسیلوانیا و در یک خانوادهٔ مرفه ایرلندی و آمریکایی به دنیا آمد.

## آثار
- وقت ملاقات در سامرا (Appointment in Samarra (۱۹۳۴
- بوترفیلد ۸ (۱۹۳۵) BUtterfield 8
- امیدی از بهشت (۱۹۳۸) Hope of Heaven
- پال جویی (۱۹۴۰) Pal Joey